# Puccinia brachytela
Puccinia brachytela ist eine Ständerpilzart aus der Ordnung der Rostpilze (Pucciniales). Der Pilz ist ein Endoparasit des Korbblütlers Otopappus verbesinoides. Symptome des Befalls durch die Art sind Rostflecken und Pusteln auf den Blattoberflächen der Wirtspflanzen. Sie ist ein Endemit Costa Ricas.

## Merkmale

### Makroskopische Merkmale
Puccinia brachytela ist mit bloßem Auge nur anhand der auf der Oberfläche des Wirtes hervortretenden Sporenlager zu erkennen. Sie wachsen in Nestern, die als gelbliche bis braune Flecken und Pusteln auf den Blattoberflächen erscheinen.

### Mikroskopische Merkmale
Das Myzel von Puccinia brachytela wächst wie bei allen Puccinia-Arten interzellulär und bildet Saugfäden, die in das Speichergewebe des Wirtes wachsen. Ihre Spermogonien und Aecien sind bislang nicht bekannt. Die Uredien des Pilzes sind bislang unbeschrieben. Ihre hell gelbbraunen Uredosporen sind 23–26 × 19–20 µm groß, ellipsoid bis eiförmig-ellipsoid und stachelwarzig. Die blattunterseitig wachsenden Telien der Art sind dunkel zimtbraun, kompakt und unbedeckt. Die goldbraunen Teliosporen sind zweizellig, in der Regel breit bis länglich ellipsoid und 28–35 × 22–26 µm groß.

## Verbreitung
Das bekannte Verbreitungsgebiet von Puccinia brachytela umfasst lediglich Costa Rica.

## Ökologie
Die Wirtspflanze von Puccinia brachytela ist Otopappus verbesinoides. Der Pilz ernährt sich von den im Speichergewebe der Pflanzen vorhandenen Nährstoffen, seine Sporenlager brechen später durch die Blattoberfläche und setzen Sporen frei. Die Art durchläuft einen Entwicklungszyklus, von dem bislang nur Telien und Uredien sowie deren Wirt bekannt sind; Spermogonien und Aecien konnten ihr nicht zugewiesen werden.